# Caradrina terrea
Caradrina terrea is een vlinder uit de familie uilen (Noctuidae). De wetenschappelijke naam is voor het eerst geldig gepubliceerd in 1840 door  Freyer.
De soort komt voor in Europa.